# Liste der Monuments historiques in Arveyres
Die Liste der Monuments historiques in Arveyres führt die Monuments historiques in der französischen Gemeinde Arveyres auf.

## Liste der Objekte
| Bezeichnung                               | Beschreibung                     | Standort                 | Kennzeichnung | Schutzstatus | Datum | Bild |
| ----------------------------------------- | -------------------------------- | ------------------------ | ------------- | ------------ | ----- | ---- |
| Skulptur des heiligen Joseph              | Holz, vergoldet, 19. Jahrhundert | in der Kirche Notre-Dame | PM33001578    | Inscrit      | 1986  |      |
| Kruzifix                                  | Holz, 16./17. Jahrhundert        | in der Kirche Notre-Dame | PM33000030    | Classé       | 1971  |      |
| Skulptur Madonna mit Kind                 | Holz, vergoldet, 17. Jahrhundert | in der Kirche Notre-Dame | PM33001577    | Inscrit      | 1986  |      |
| Marienaltar und Josephsaltar mit Retabeln | Holz und Marmor, 1840            | in der Kirche Notre-Dame | PM33001576    | Inscrit      | 1986  |      |